# Divisópolis
Divisópolis là một đô thị thuộc bang Minas Gerais, Brasil. Đô thị này có diện tích 566,07 km², dân số năm 2007 là 7852 người, mật độ 12,2 người/km².